# Webasto
Skupina Webasto je německý dodavatel pro automobilový průmysl.
Webasto patří mezi 100 celosvětově největších dodavatelů v automobilovém průmyslu a patří mezi Top 15 německých průmyslových dodavatelů. V divizi střešních systémů (Roof &Components) společnost vyvíjí a vyrábí střešní a kabrioletové systémy. V divizi Termo systémů (Thermo &Comfort) Webasto nabízí topné, chladicí a ventilační systémy pro osobní vozy, užitková vozidla, speciální vozidla, lodě a rekreační vozidla.
Webasto má zastoupení ve 46 zemích. Centrála Webasto skupiny (Webasto SE/Holding) sídlí ve Stockdorfu blízko Mnichova v Německu. Společnost je od svého založení v roce 1901 rodinnou firmou.

## Historie
S původním názvem Eßlinger Draht- und Eisenwarenfabrik Wilhelm Baier Senior, Eßlingen/Neckar, zahájila společnost výrobu kovových výlisků, drátěných ramínek a domácích spotřebičů. V roce 1908 se přesunula do Stockdorfu blízko Mnichova. Svoje současné jméno získala společnost z iniciál zakladatele společnosti Wilhelma Baiera a názvu obce Stockdorf. V roce 1930 se společnost Webasto stala automobilovým dodavatelem. V roce 1932 zkonstruoval Baier první skládací střechu pro automobily, která mohla být otevřena a zavřena pouze několika jednoduchými pohyby. O tři roky později vytvořil takzvaný ohřívač čerstvého vzduchu pro vozidla s vodním chlazením.
V roce 2017 Webasto převzalo německé firmy Schaidt Innovations a CoSyst Control Systems, čímž si zajistilo vlastní vývoj a výrobu elektroniky pro automobilový sektor. Téhož roku vstoupila společnost na trh elektromobility – začala vyvíjet a vyrábět nabíjecí techniku a bateriové systémy pro elektromobily. Zároveň převzala divizi nabíjecích stanic EES od americké firmy AeroVironment a otevřela závod Webasto Charging Systems Inc. v Kalifornii. V roce 2018 uzavřela dohody o dodávkách bateriových článků s firmami Samsung a Wanxiang. Na veletrhu IAA 2019 představila modul Roof Sensor Module (RSM) pro autonomní vozidla.
V roce 2022 zahájila výrobu baterií v jihokorejském Dangjinu a převzala sklářskou výrobu Carlex Glass Luxembourg v Lucembursku. V únoru 2024 prodala většinový podíl v divizi nabíjecích řešení americké investiční skupině Transom Capital Group, přičemž si ponechala menšinový podíl.

## Činnost v zahraničí
Společnost založila svoji první mezinárodní továrnu v roce 1974 v USA, blízko Detroitu. První asijská pobočka s výrobním závodem byla otevřena v roce 1978 v Japonsku (Hiroshima). Webasto působí v Jižní Koreji prostřednictvím joint venture Webasto Donghee od roku 1988. Od roku 2001 je Webasto aktivní na rostoucím čínském trhu. V Evropě lze výrobní závody nalézt nejen v Německu, ale také ve Francii, Itálii, Spojeném království, Rumunsku, Nizozemsku, Portugalsku, Slovensku a České republice.

## Výrobky
V divizi střešních systémů Webasto vyvíjí a vyrábí střešní a kabrioletové střešní systémy pro všechny renomované automobilové výrobce světa. Produktové portfolio zahrnuje vyklápěcí/posuvné, panoramatické, sklápěcí a solární střechy. Pro kabriolety Webasto nabízí soft topy a skládací hard topy. Společnost zvládá jak výrobu malých sérií pro prémiová vozidla, tak rozsáhlejší pro vozidla vyráběná ve velkých sériích. V divizi termo systémů Webasto vyvíjí a vyrábí topné, chladicí a ventilační systémy, a to jak pro sériovou výbavu, tak pro dodatečnou montáž. Produktové portfolio nezávislých topení zahrnuje na motoru nezávislá teplovodní a teplovzdušná topení pro všechny druhy vozidel. Kromě toho společnost nabízí klimatizační systémy pro nákladní a speciální vozidla a také pro lodě. Střešní systémy pro lodě a speciální vozidla doplňují produktovou paletu.

## Ocenění
- "Nejlepší značka" v kategorii nezávislých topení pro osobní automobily: 2006, 2007, 2008, 2009, 2010, 2011, 2012, 2013,[11] (výběr čtenářů v časopisu Auto, Motor und Sport v Německu)
- "Nejlepší značka" v kategorii topení pro nákladní automobily: 2005, 2006, 2007, 2008, 2009, 2010, 2011, 2012[12] (výběr čtenářů v časopisu Lastauto Omnibus v Německu)
- "PACE Award" pro inovativní technologii ve výrobě panoramatických střech z polykarbonátu

(Cena z časopisu Automotive News)